# Штадель
Штадель (нім. Stadel bei Niederglatt) — громада  в Швейцарії в кантоні Цюрих, округ Дільсдорф.

## Географія
Громада розташована на відстані близько 105 км на північний схід від Берна, 19 км на північ від Цюриха.
Штадель має площу 12,9 км², з яких на 11,4% дозволяється будівництво (житлове та будівництво доріг), 57,4% використовуються в сільськогосподарських цілях, 30,4% зайнято лісами, 0,9% не є продуктивними (річки, льодовики або гори).

## Демографія
2019 року в громаді мешкало 2293 особи (+16% порівняно з 2010 роком), іноземців було 14,1%. Густота населення становила 178 осіб/км².
За віковим діапазоном населення розподілялося таким чином: 21% — особи молодші 20 років, 62% — особи у віці 20—64 років, 17% — особи у віці 65 років та старші. Було 992 помешкань (у середньому 2,3 особи в помешканні).
Із загальної кількості 497 працюючих 88 було зайнятих в первинному секторі, 58 — в обробній промисловості, 351 — в галузі послуг.